# (73067) 2002 FD33
(73067) 2002 FD33 – planetoida z pasa głównego asteroid okrążająca Słońce w ciągu 4,19 lat w średniej odległości 2,6 j.a. Odkryta 20 marca 2002 roku.